# Partit Democràtic de Progrés
El Partit Democràtic de Progrés (portuguès: Partido Democrático do Progresso, PDP) és un partit polític de Guinea Bissau.

## Història
El PDP es va establir el 10 febrer 1992 per Amin Michel Saad. Es va unir a l'aliança Unió pel Canvi (UM) abans de les eleccions generals de 1994, i Saad es va convertir en el líder de la UM. La UM va guanyar sis escons a l'Assemblea Nacional Popular, dels quals el PDP en va obtenir un (per Saad).
La UM es va reduir a tres escons en les eleccions generals de Guinea Bissau de 1999-2000, i els va perdre en lessss eleccions legislatives de Guinea Bissau de 2004. No proposarà un candidat a les eleccions presidencials de 2005, i abans de les eleccions parlamentàries de 2008 la UM es van unir a la coalició més àmplia Aliança de Forces Patriòtiques, que no va poder guanyar un escó a l'Assemblea.
La UM no es va presentar a les eleccions presidencials de Guinea Bissau de 2009 ni a les de 2012, però va tornar a disputar les eleccions generals de Guinea Bissau de 2014, obtenint un seient a l'Assemblea Nacional Popular.